# Opius propofoveatus
Opius propofoveatus är en stekelart som beskrevs av Fischer 1973. Opius propofoveatus ingår i släktet Opius och familjen bracksteklar. Inga underarter finns listade i Catalogue of Life.